# Yorima subflava
Yorima subflava is een spinnensoort uit de familie van de waterspinnen (Cybaeidae).
De wetenschappelijke naam van de soort werd in 1942 gepubliceerd door Ralph Vary Chamberlin en Wilton Ivie.